# Fabulous Furry Freak Brothers
De Fabulous Furry Freak Brothers of kortweg de Freak Brothers zijn een drietal stripfiguren die voorkwamen in Amerikaanse cartoons vanaf 1968. Vanwege de drugsgerelateerde verhalen kreeg het trio een cultstatus in hippiekringen.
Het trio is bedacht door Gilbert Shelton en werd voor het eerst gepubliceerd in Feds 'n' Heads door Berkeley's Print Mint in 1968. In 1969 richtte Shelton met enkele vrienden uit Texas Rip Off Press op, dat zich vestigde in San Francisco en de publicatie van Freak Brothers-strips op zich nam. De eerste verzameling verhalen, The Collected Adventures of the Fabulous Furry Freak Brothers, werd uitgegeven in 1971 en wordt nog steeds herdrukt. Behalve in underground tijdschriften werden de verhalen ook gepubliceerd in Playboy en High Times. In 2012 wordt een animatiefilm verwacht.
De Freak Brothers bestaan uit Phineas T. Phreak, Freewheelin' Franklin Freek en Fat Freddy Freekowtski. Fat Freddy's Cat speelt ook een rol in de verhalen en heeft ook eigen strips en albums. De Freak Brothers zijn lui en schuwen werk en schoonmaken. Ze hebben zelden geld en geven dit slechts uit aan drugs en eten. Het drietal gebruikt alle drugs die ze maar te pakken kunnen krijgen, behalve heroïne, waarvan zelf een aanbod wordt afgeslagen. Franklin is de snuggerste van het drietal. Hij heeft cowboylaarzen aan en een cowboyhoed op. Phineas is een intellectueel en idealist. Hij heeft wijd krulhaar en een baard en een op een joint gelijkende neus. Fat Freddy is geobsedeerd door eten en is dom. Hij verliest regelmatig de met veel moeite verkregen dope. Zijn kat komt weinig voor in de Brothers-verhalen, maar beleeft zijn eigen avonturen die vaak parallel lopen aan die van de hippie-vrienden. Hij wordt geconfronteerd met een leger kakkerlakken en muizen die het huis mede bewonen.